# みんながつくる街
みんながつくる街は、NTT番号情報株式会社が運営していたiタウンページのSNSサービスである。2010年3月31日にサービスを終了している。

## 概要
本サービスは、地図連動であるため地域色を色濃く反映したコミュニティ展開が可能となっている。
分野は多種多様に作成でき、地域の情報源としても利用されていた。
ミントくんをはじめとするオリジナルキャラクター「みんまちフレンズ」が広報担当として、コミュニティの作成やメルマガ、壁紙やデコメなども展開し、「みんまちランド」というゲームコーナーでは、絵描きうた・ぬりえ・パズルゲーム・絵あわせなどがあり、遊んだ後も関連したコミュニティ「みんまちランドコミュニティ」へ感想や、実際に描いた絵、ぬりえを投稿することができた。

## みんまちフレンズ
- ミント（♂）：広報担当メインキャラクター。趣味は野球観戦とお祭りに行くこと。
- マーチ（♀）：ミントのガールフレンド。音楽が好きで優しい。
- トン・リーン（♀）：料理が得意でラーメン好き。
- ソラカラン（性別不明）：自然を愛するクローバーの妖精。
- カバドー（♀）：ドーナツと水浴びが好きなカバの赤ちゃん。
- トリットーリオ（♂）：流行に敏感で物知りな負けず嫌いキャラ。
- 板チョコン（♂）：たそがれることと占いが好き。シャイ。

※みんながつくる街「楽しい仲間！みんまち☆フレンズ♪」より引用